# هجوم معمل غاز التاجي 2016
في 15 مايو 2016، هاجمت مجموعة من المفجرين الانتحاريين مصنعًا للغاز الطبيعي شمال بغداد، العراق، مما أسفر عن مقتل ما لا يقل عن 14 شخصًا، بينهم ثمانية انتحاريين، وإصابة 27 جنديًا، بالإضافة إلى إصابة 20 عاملًا بحروق.

## الهجوم
بدأت الهجمات عند الفجر، حيث استهدف انتحاري بسيارة مفخخة البوابة الرئيسية لمعمل غاز التاجي في بلدة التاجي، التي تبعد حوالي 20 كيلومترًا شمال بغداد. وبعد وقوع ثماني هجمات انتحارية، اندلعت اشتباكات مع قوات الأمن، مما أسفر عن إصابة 27 جنديًا وثمانية من رجال الشرطة. كما تعرض حوالي 20 عاملاً في المحطة لحروق خطيرة. ويُشتبه أن تنظيم داعش كان يعتقد أن المحطة تُستخدم من قبل الجيش العراقي.

## ما بعد الهجوم
اشتعلت النيران في ثلاثة من خزانات الغاز في المعمل قبل أن تتمكن قوات الأمن من السيطرة على الوضع. وتمكّن رجال الإطفاء من السيطرة على الحريق الناجم عن الانفجارات وإخماده، بينما قام الفنيون بفحص الأضرار. تسبب الهجوم في تعطيل إمدادات الكهرباء عن الشبكة الوطنية. حيث كان المعمل يولّد 153 ميجاوات من الكهرباء لتغذية الشبكة الوطنية.[بحاجة لمصدر]